# Bombus norvegicus
Bombus norvegicus là một loài ong trong họ Apidae. Loài này được Sparre-Schneider miêu tả khoa học đầu tiên năm 1918.